# Jimmy Chamberlin Complex
Jimmy Chamberlin Complex er et amerikansk rockband, der blev dannet i 2004 af trommeslager Jimmy Chamberlin og Billy Mohler.
Jimmy Chamberlin Complex udgav i januar 2005 deres debutalbum, Life Begins Again, hvor også Sean Woolstenhulme og Adam Benjamin medvirkede. De fire tog også på en mindre verdensturné i 2005. Efter den korte verdensturné annoncerede Jimmy Chamberlin, at bandet ville gå i studiet for at indspille et nyt album. Imidlertid er Jimmy Chamberlin vendt tilbage som trommeslager i Smashing Pumpkins, og det er ukendt om The Complex nogensinde kommer til at lave musik igen.

## Album
- Life Begins Again (2005)

| Musikgruppe | Spire Denne artikel om en amerikansk musikgruppe er en spire som bør udbygges. Du er velkommen til at hjælpe Wikipedia ved at udvide den. |